# قطعنامه ۲۰۹ شورای امنیت
قطعنامه  ۲۰۹ شورای امنیت سازمان ملل متحد که در تاریخ ۰۴ سپتامبر ۱۹۶۵ تصویب شد، سندی بین‌المللی دربارهٔ مسئلهٔ هند-پاکستان است. این قطعنامه طی نشست ۱۲۳۷ام 
با ۱۱ موافق،۰ مخالف و۰ ممتنع تصویب شد.